# E3 Harelbeke 1965
De E3 Harelbeke 1965 is de achtste editie van de wielerklassieker E3 Harelbeke en werd verreden op 27 maart 1965. Rik Van Looy kwam na 215 kilometer als winnaar over de streep. De gemiddelde uursnelheid van de winnaar was 38,51 km/u.

## Uitslag
| Rang | Naam                   | Tijd  |
| ---- | ---------------------- | ----- |
| 1    | Rik Van Looy           | 5u35' |
| 2    | Georges Van Coningsloo | z.t.  |
| 3    | René Thijsen           | z.t.  |
| 4    | André Messelis         | z.t.  |
| 5    | Tom Simpson            | +45"  |
| 6    | Theo Verschueren       | z.t.  |
| 7    | Georges Vandenberghe   | z.t.  |
| 8    | Willy Van den Eynde    | z.t.  |
| 9    | Willy Bocklant         | z.t.  |
| 10   | Jos Hoevenaars         | z.t.  |